# Линна, Иво
И́во Тимоте́усович Ли́нна (эст. Ivo Linna; род. 12 июня 1949, Курессааре) — советский и эстонский певец, киноактёр, телеведущий. Заслуженный артист Эстонской ССР (1987).
В 1996 году в Осло представлял Эстонию на конкурсе «Евровидение» с песней «Kaelakee Hääl» (в дуэте с Маарьей-Лийс Илус), заняв 5-е место.

## Биография и семья
Его отец Тимотеус Линна (1912—2011) был православным священником. После окончания Великой Отечественной войны был руководителем отдела образования на острове Сааремаа, а затем руководителем местного музея.
Иво учился в 1-й средней школе города Курессааре и в 1967—1969 в Тартуском университете на факультете филологии.
Пел и играл на гитаре в ансамбле «Мюстикуд» (1966—1967 гг.). Затем участвовал в ансамбле «Систем» (1968) и снова в «Мюстикуд» (1969).
После службы в Советской Армии пел в различных варьете, был ведущим передач на Эстонском ТВ. С 1973—1974 годов — вокалист в ансамбле Олава Эхала, в 1975 году — в оркестре «Vana Toomas».
В 1975—1980 годах был участником эстонской рок-группы «Апельсин», с 1978 года руководителем и вокалистом группы «Rock Hotel».

## Дискография
- 1984 «Ivo Linna» 12" LP, Meloodija
- 1993 «Ivo Linna '93» CD MC, AS Fifaa
- 1998 «Iff 1» CD MC, Ivo Linna
- 2001 «Enne ja pärast päeva» Hitivabrik
- 2001 «Eesti kullafond» 3MC, 3CD, Hitivabrik
- 2006 «Üksi, iseendas üksi…» Hitivabrik
- 2009 «Originaal» ERR
- 2012 «Kui ma oleksin jõuluvana», CD
- 2013 «Päike sõbra aknas», CD, LP, Ivo Linna
- 2018 «Ivo Linna — Ivo Linna laulab Raimond Valgre laule» , Label: Hitivabrik — HFCD 109, CD, Country: Estonia
- 2019 «Ivo Linna — Tundmatu Ivo Linna», Label:Hitivabrik — HFCD0191, Series: Eesti Kullafond, CD, Country:Estonia

## Фильмография
- 1969 — Последняя реликвия — монах
- 1970 — Украли Старого Тоомаса — юноша с гитарой, уличный певец
- 1984 — Реквием — капитан Виктор Вене
- 1984 — Во времена волчих законов — друг Туннета
- 1986 — Как стать звездой
- 2010 — Государственные мужи / Riigimehed — человек в рекламе Сюлема[1]

## Награды и звания
- 1987 — Заслуженный артист Эстонской ССР[2]
- 2000 — Орден Белой звезды 5-го класса[3]

## Личная жизнь
Дважды женат.
От брака с Реэт Линна у него двое детей: дочь Ханна-Стина и сын Роберт.
С 1999 года женат на Имби Адер.